# LET L-13 Blaník
L-13 Blanik — це двомісний тренувальний планер, який вироблявся чеською компанією Let Kunovice з 1956 року. Це найчисленніший і найпоширеніший планер у світі. В Академії ВПС США він отримав позначення TG-10C і використовувався для базової льотної підготовки до 2012 року.

## Дизайн
- Фюзеляж напів-монококової конструкції з використанням лонжеронів і перегородок, з яйцеподібним поперечним перерізом. Кабіна закрита двокомпонентним навісом з акрилового скла.
- Трапецієподібні крила змінної ширини з зворотною (від'ємною) стріловидністю, одно-лонжеронні, цільнометалева конструкція. Металеві «лососеві» наконечники. Закрилки та елерони мають металевий каркас і обтягнуті тканиною. Металеві інтерцептори на верхній і нижній поверхнях крил.
- Горизонтальні хвостові поверхні складаються паралельно кілю для транспортування та зберігання.
- Руль висоти та руль напрямку мають металеві каркаси обтягнуті тканиною.
- Основна одноколісна стійка шасі підресорена амортизатором. Коли шасі втягнуте, воно все ще достатньо виступає назовні, тому якщо колесо випадково залишиться в піднятому положенні при посадці, то пошкодження будуть незначними або відсутніми.

## Історія
L-13 Blanik (Blaník — назва гори в Чехії) був розроблений конструктором Karel Dlouhý в 1956, на базі досвіду, отриманого з Letov XLF-207 Laminar, першим чеським планером з ламінарним профілем крила. L-13 був розроблений як практичний планер, придатний для початкового навчання, навчання вищому пілотажу та тренувань. Ця концепція дизайну була поєднана з добре перевіреною технологією: металева конструкція, ламінарні профілі NASA та використання стандартних компонентів радянської аерокосмічної промисловості.
L-13 почав вироблятися в 1958 році та швидко завоював популярність як недорога, міцна і довговічна модель, якою було легко літати та керувати. Планер був широко поширений у східному блоці та експортувався у великих кількостях до Західної Європи та Північної Америки. Загальний обсяг виробництва перевищив 2650, або понад 3000, якщо включити модифікації. Понад півстоліття після свого першого польоту він все ще залишається найпоширенішим планером у світі.
У 1960-х роках Blanik встановив багато світових рекордів дистанції в категорії двомісних планерів. Blanik надихнув інші проєкти, зокрема одномісні «Démant» і «L-21 Spartak», розроблені для оснащення чехословацької команди на чемпіонаті світу 1956 і 1958 років.

## Характеристики
| Характеристика                          | Значення |
| --------------------------------------- | -------- |
| Розмах крила, м                         | 16,20    |
| Відносне подовження крила               | 13,70    |
| Кут стріловидності                      | −5°      |
| Площа крила, м2                         | 19,15    |
| Довжина, м                              | 8,40     |
| Навантаження на крило, кг/м2            | 26,17    |
| Маса пустого, кг                        | 292      |
| Маса максимальна, кг                    | 500      |
| Макс. аеродинамічна якість              | 28,5     |
| Швидкість максимальна, км/год           | 253      |
| Мінімальне зниження, м/с                | 0,82     |
| Швидкість мінімального зниження, км/год | 78       |
| Швидкість зриву в штопор, км/год        | 60       |
| Екіпаж, осіб                            | 2        |